# Halticoptera laticeps
Halticoptera laticeps är en stekelart som beskrevs av William Harris Ashmead 1904. Halticoptera laticeps ingår i släktet Halticoptera och familjen puppglanssteklar. Inga underarter finns listade i Catalogue of Life.